# Schaduwsnuituil
De schaduwsnuituil (Herminia tarsicrinalis) is een nachtvlinder uit de familie van de spinneruilen (Erebidae). 

## Beschrijving
De voorvleugellengte bedraagt tussen de 12 en 14 millimeter. De grondkleur van de voorvleugels is lichtbruin tot paarsbruin. Over de vleugel lopen drie donkere dwarslijnen en een diffusere maar duidelijk aanwezige "schaduwband". Deze laatste is kenmerkend. Naast of in de schaduwband ligt de niervlek. Net als bij andere snuituilen steken de palpen duidelijk aan de voorzijde uit.

## Levenscyclus
De rups van de schaduwsnuituil eet afgevallen blad van braam. De rups leeft van juli tot mei het volgende jaar en overwintert. De vliegtijd is van eind mei tot in augustus.

## Voorkomen
De soort komt verspreid over de zuidelijke helft van het Palearctisch gebied voor. De schaduwsnuituil is in Nederland en België een vrij algemene soort. 